# Crypteffigies megalurus
Crypteffigies megalurus là một loài tò vò trong họ Ichneumonidae.